# Chris Sabin
Joshua Harter, meglio conosciuto con il ring name Chris Sabin (Pinckney, 4 febbraio 1982), è un wrestler statunitense sotto contratto con la WWE.
È principalmente ricordato per i suoi trascorsi nella Total Nonstop Action, federazione nella quale ha vinto una volta il World Heavyweight Championship, due volte il World Tag Team Championship (con Alex Shelley) e dieci volte l'X Division Championship; di quest'ultimo titolo detiene il record di regni.

## Carriera

### Circuito indipendente (2000–2003)
Harter cominciò allenandosi da wrestler nel Michigan presso la scuola di wrestling della NWA "Great Lakes Pro". Quando la scuola iniziò ad avere problemi si trasferì a Windsor, Ontario, per allenarsi sotto la guida di Scott D'Amore e "Amazing" N8 Mattson alla "Can-Am Wrestling School". Debuttò nel 2000, dopo quattro mesi di allenamento, con il nome di Chris Sabin nella Border City Wrestling e nel circuito indipendente del Michigan.
Il 25 agosto, nello show ZERO-1 MAX, Sabin e Alex Shelley diventarono NWA International Lightweight Tag Team Champions, sconfiggendo i campioni Ikuto Hidaka e Minoru Fujita. Il duo partecipò a diversi show della Pro Wrestling Guerrilla, dove lottarono per il PWG World Tag Team Championship, senza riuscire a conquistarlo. Il 4 gennaio 2009, Sabin e Shelley sconfiggono i No Limit (Tetsuya Naitō e Yujiro) conquistando gli IWGP Junior Heavyweight Tag Team Championship. Dopo aver difeso i titoli anche in TNA, li perdono contro Prince Devitt e Ryusuke Taguchi. Fanno ritorno nella NJPW l'8 novembre 2010 sfidando sia i No Limit che Devitt e Taguchi, perdendo il primo match, ma vincendo contro questi ultimi.

### Total Nonstop Action (2003–2015)

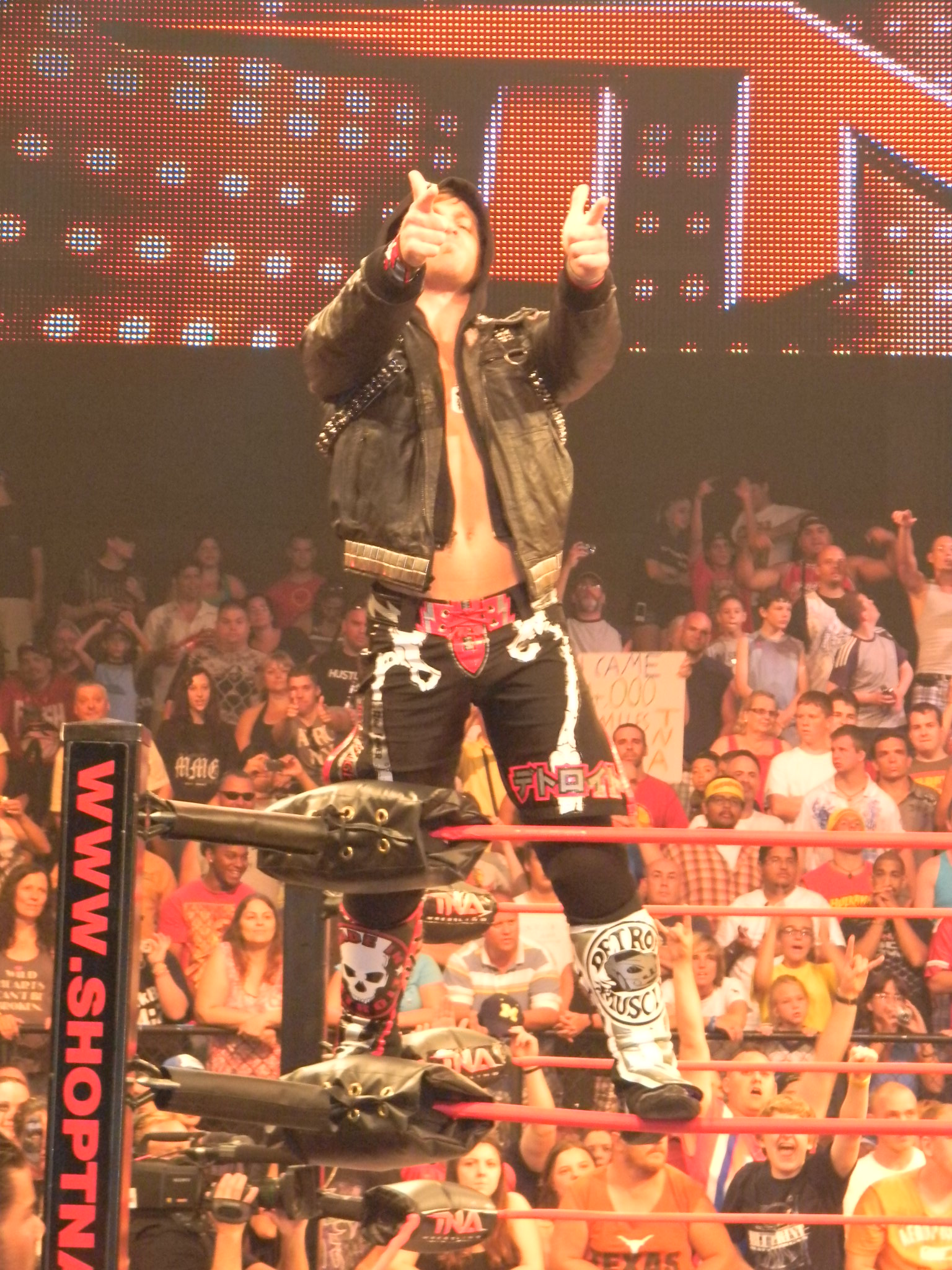
Sabin durante una sua entrata.

Sabin debutta nella Total Nonstop Action Wrestling nell'aprile 2003 e dopo un solo mese conquista il titolo TNA X Division Championship sconfiggendo Amazing Red e Jerry Lynn in un Triple Treath Match, grazie all'aiuto dei Triple X. Subito dopo il match, si unisce a questi ultimi, effettuando un turn heel. Nel primo Ultimate X match di sempre, perde il titolo il 20 agosto contro Michael Shane. Il 3 settembre, dopo essere tornato Face, vince la Super X Cup 2003, diventando automaticamente primo sfidante al titolo. Il 7 gennaio 2004, conquista l'X Division Championship per la seconda volta battendo Shane, Christopher Daniels e Low Ki in un altro Ultimate X Match. Viene privato il titolo il 31 marzo 2004 a causa di un infortunio.
Al suo ritorno, insieme a Lynn, Daniels e Elix Skipper, partecipa alla World X Cup come il Team USA, che sconfigge il Team Canada, il Team Messico e il Team Giappone, in un match dove Sabin batte Petey Williams e Hector Garza in un Ultimate X Match. Diventa primo sfidante ancora, ma il titolo rimane nelle mani di Petey Williams a Turning Point. Anche a Final Resolution, perde il match a tre uomini in favore di AJ Styles.
Nel 2006, Sabin forma un Team con Sonjay Dutt diventando primi sfidanti alle corone di coppia battendo il Team Canada a Impact. All'Against All Odds vengono sconfitti da James Storm e Chris Harris non riuscendo a conquistare gli NWA World Tag Team Championship. Battendo poi Dutt e Alex Shelley, si assicura un posto nella X Division Showcase a Destination X unendosi a Jay Lethal. Il 25 marzo, durante uno show della Northeast Wrestling, subisce una commozione cerebrale, ma riesce comunque a partecipare alla World X Cup, dove trionfa battendo Puma del Team Messico e Petey Williams del Team Canada.
Il 1º giugno 2006, Sabin ha un confronto con Kevin Nash, che aveva più volte attaccato il compagno Jay Lethal. A Slammiversary, Nash sconfigge Sabin. Ad Hard Justice, sconfigge Alex Shelley diventando primo sfidante al titolo X Division. A Bound for Glory, sconfigge Senshi diventando un 3 volte campione X Division. Perde il titolo il 2 novembre contro AJ Styles in un Fight for the Right tournament. Rifiutando di aiutare le star della X Division, Sabin compie un Turn Heel permettendo a Samoa Joe di attaccare Sonjay Dutt. A Genesis e a Turning Point, sfida Christopher Daniels per l'X Division Title, ma perde. Vince il titolo per la quarta volta a Final Resolution 2007, sconfiggendo Daniels e Jerry Lynn in un match a tre uomini. A Against All Odds, mantiene il titolo dall'assalto di Lynn. A Destination X, mantiene nuovamente il titolo contro Lynn in un 2 out of 3 falls match ma dopo il match, un uomo mascherato che si rivela essere Daniels attacca sia Sabin che Lynn. A Lockdown, Sabin batte Daniels, Dutt, Lethal e Shark Boy in un Six Sides of Steel Xscape Match mentre a Sacrifice, mantiene il titolo contro Dutt e Lethal, schienando Dutt per vincere. A Slammiversary, perde il titolo contro Lethal. A Impact, ottiene un'ultima shot al titolo, ma perde il match a tre fra lui, Lethal e Samoa Joe.
Nell'estate 2007, Sabin forma un tag team con Alex Shelley, conosciuto come i Motor City Machine Guns. Prima di arrivare in TNA, i due avevano già lottato insieme nelle federazioni minori. Iniziano subito una rivalità con il Team 3D, effettuando un Turn Face, poiché Ray e Devon attaccavano continuamente talenti della X-Division. A Genesis, Shelley e Sabin sconfiggono il Team 3D. Prendono parte alla TNA World X Cup, vincendo due match e anche il mega 12-man Elimination Tag Team Match.
Sabin e Shelley effettuano un Turn Heel quando dopo un match insieme a BG James e Eric Young, Sabin schiaffeggia James. I due perdono un match valido per i TNA World Tag Team Championship contro James Storm e Robert Roode a Turning Point. Tornati Face, si uniscono alla Frontline. Nel dicembre 2008, Sabin si qualifica per la finale dell'X Division Tournament, battendo Sonjay Dutt e Kiyoshi. A Genesis, lotta contro Shelley il compagno, perdendo il match per il TNA X Division Championship. Continuano ad esibirsi come Team, iniziando ad entrare dal pubblico dicendo frasic come "Si, lavoriamo ancora qui" e si propongono spesso come commentatori dei match. Il 22 ottobre, i Motor City Machine Guns vincono un Ultimate X Match contro Jay Lethal e Consequences Creed diventando primi sfidanti ai titoli di coppia. A Turning Point, non riescono a conquistare i titoli che rimangono nelle mani di Brutus Magnus e Doug Williams. A Final Resolution, perdono ancora. A Destination X, sconfiggono i Generation Me, guadagnandosi un'altra title shot. Incassano questa opportunità il 12 aprile a Impact, ma perdono contro i campioni Matt Morgan e Amazing Red, che sostituiva l'infortunato Hernandez. A Sacrifice, vincono un Triple Treath Tag Team Match contro il Team 3D e i Beer Money Inc., diventando ancora primi sfidanti. L'11 luglio, a Victory Road, sconfiggono i Beer Money Inc. per i titoli vacanti conquistando per la prima volta i TNA World Tag Team Championship. Vengono subito obbligati a difendere i titoli in un Best of Five Series Match contro i Beer Money, che vincono i primi due match, un Ladder Match e uno Street Fight Match, mentre i Motor City vincono un Ultimate X Match e uno Steel Cage Match portandosi sul 2 a 2. Il 12 agosto, i Motor City sconfiggono i Beer Money in un 2 out of 3 falls match, mantenendo così i titoli. A No Surrender, difendono i titoli contro i Generation Me. Questi dopo il match, effettuano un Turn Heel attaccando e infortunando Shelley. A Bound for Glory, sconfiggono i Generation Me e a Turning Point, il Team 3D che aveva annunciato il ritiro ed aveva chiesto un ultimo match titolato. In seguito allo schienamento di Jeremy Buck su Sabin in un 8-person tag team match, i Generation Me ottengono un'altra possibilità in un Empty Arena Match, che però viene vinto dai campioni. Anche a Final Resolution, Shelley e Sabin vincono contro i Generation Me un Full Metal Mahyem Match. A Genesis, il mese dopo, perdono i titoli di coppia contro i Beer Money Inc., dopo lo schienamento di Roode su Sabin tramite roll-up. A Impact, non riescono a ritornare campioni e, per tre mesi, spariscono dalle scene, con Shelley infortunato e Sabin impegnato in singolo nella X Division. Il 28 aprile, Shelley fa il suo ritorno, salvando Sabin dall'assalto dei Mexican America tuttavia, è Sabin ad infortunarsi gravemente al ginocchio durante un match contro Anarquia.
Il 18 marzo 2012, a Victory Road, la TNA annuncia il ritorno di Sabin e dei Motor City Machine Guns. Il 5 aprile, Sabin torna sul ring insieme a Shelley, battendo i Mexican America, sfidando subito Magnus e Samoa Joe, detentori delle corone di coppia. A Lockdown il 15 aprile, non riescono a vincere gli allori in uno Steel Cage Match. Il 21 maggio, Shelley lascia la TNA e, di conseguenza, Sabin fa ritorno alla X Division.
Il 31 maggio, Sabin ritorna nella X Division, sfidando subito senza successo Austin Aries per il TNA X Division Championship. Il 14 giugno, durante un Triple Treath valido per il titolo che comprendeva anche Zema Ion, si infortuna al ginocchio di nuovo. Il 5 giugno, mentre parla ai fans del suo infortunio, viene attaccato dal campione del mondo Bobby Roode. Dopo questo episodio, Sabin si è sottoposto ad un intervento chirurgico.
Sabin ritorna ad Impact il 2 maggio 2013, sconfiggendo Sonjay Dutt e Zema Ion in un 1st Contender Match per il TNA X Division Championship. Sfida quindi Kenny King per il titolo, in un match che includeva anche Petey Williams, ma perde. Il 2 giugno, a Slammiversary XI, Sabin sconfigge King e Suicide in un Ultimate X Match, conquistando per la quinta volta il titolo della X Division. Il 27 giugno, perde il titolo contro Austin Aries, mascherato da Suicide in un match a tre che includeva anche King. La settimana seguente, tuttavia, Sabin riconquista il titolo battendo Aries e il vero Suicide, ora noto come Manik. L'11 luglio, rende vacante il suo titolo X Division scambiandolo con un match per il titolo Heavyweight. A Destination X 2013, sconfigge Bully Ray, conquistando il TNA World Heavyweight Championship e diventando un Triple Crown Champion.
Fece la sua ultima apparizione in TNA al ppv Saturday's One Night Only Xtravaganza.

### Ring of Honor (2003–2010)
Sabin fa il suo debutto per la Ring of Honor il 14 giugno 2003, perdendo un Fatal 4-Way Match in favore di Homicide. Combatterà sporadicamente, prima di lasciare la promotion nel febbraio 2004. Ritorna il 4 novembre 2005, sfidando Bryan Danielson per il ROH World Championship, non riuscendo a vincere. Lottando con Alex Shelley nel 2007, sfida anche i Briscoe Brothers il 28 aprile per i ROH World Tag Team Championship, ma i due perderanno l'incontro. Nell'aprile 2008, i due tornano nella ROH, perdendo contro Jimmy Jacobs e Tyler Black, ma battendo i Briscoe Brothers. Nell'agosto 2008, lottano contro Danielson e Austin Aries in un match finito in un No Contest. Dopo aver lottato anche contro El Generico e Kevin Steen, lasciano la federazione. Il 13 febbraio 2010 ritornano nella ROH. L'8 maggio, vengono sconfitti dai campioni di coppia Claudio Castagnoli e Chris Hero per squalifica quando i Briscoe Brothers interferiscono nel match.

### WWE (2024-presente)
Nel settembre del 2024, Sabin e Alex Shelley hanno firmato un contratto con la WWE.
Il loro esordio, come Motor City Machine Guns, avviene nella puntata di SmackDown del 18 ottobre dove hanno battuto gli A-Town Down Under e i Los Garzas. Lo stesso giorno firmano ufficialmente per il roster di SmackDown. La settimana seguente prima sconfiggono i #DIY e poi, nel main event, Tanga Loa e Tama Tonga, vincendo i WWE Tag Team Championship, grazie anche l'interferenza degli Usos.

## Vita privata
Sabin è un amante degli anime e dei videogiochi; il suo ring name è infatti ispirato al personaggio Sabin Figaro di Final Fantasy VI.
Il suo gruppo musicale preferito è quello dei 311, tanto da utilizzare la canzone Flowing nei primi anni di carriera.

## Personaggio

### Mosse finali

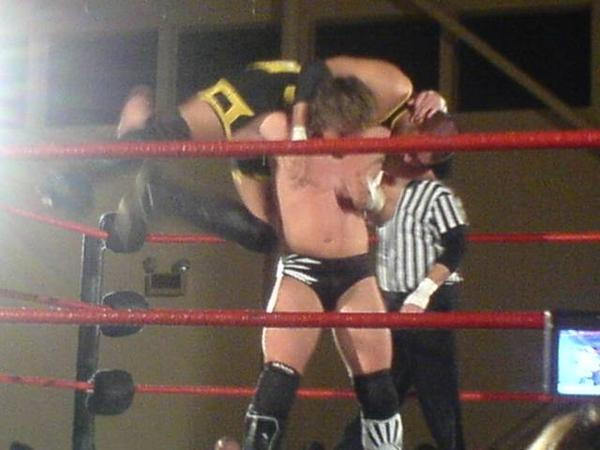
Chris Sabin mentre esegue la Cross-legged samoan driver

- Cradle Shock (Cross-legged samoan driver)
- Fisherman brainbuster

### Manager
- Traci
- Trinity

### Soprannomi
- "Crazy"
- "Extreme"
- "Future"
- "Mr. Motorcity"

### Musiche d'ingresso
- Flowing dei 311
- Modern Oz di Dale Oliver
- Hail Sabin di Dale Oliver
- 1967 di Dale Oliver
- Party with the Motor City di Dale Oliver
- Motorcity di Adam Skaggs

## Titoli e riconoscimenti
- All American Wrestling

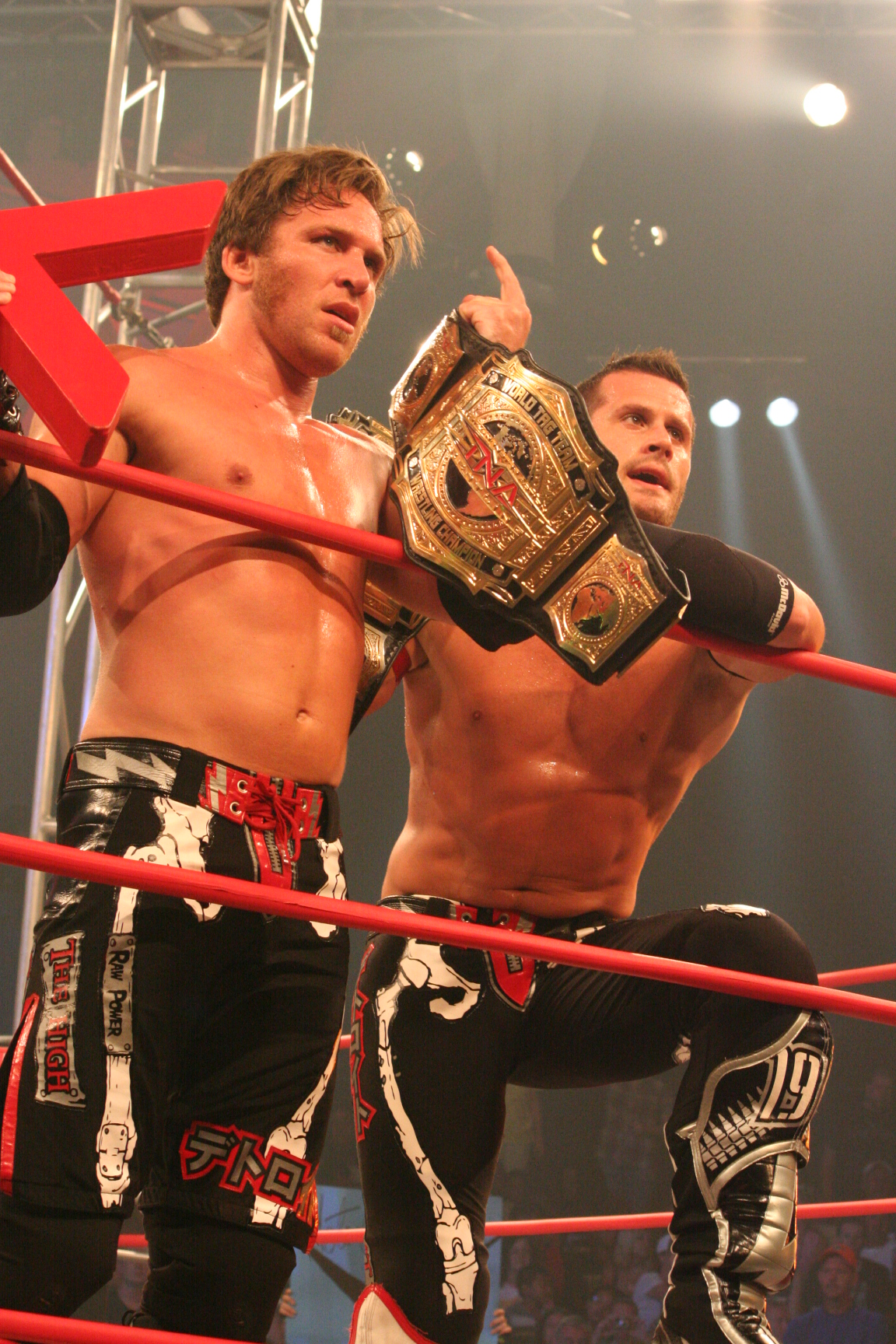
Chris Sabin (a sinistra) e Alex Shelley (a destra) con il World Tag Team Championship della TNA

  - AAW Tag Team Championship (1)[6] – con Alex Shelley
- Blue Water Championship Wrestling
  - BWCW Cruiserweight Championship (1)[7]
- Border City Wrestling
  - BCW Can-Am Television Championship (2)
- Discovery Wrestling
  - DW Y Division Championship (1)[8]
- Great Lakes All Pro-Wrestling
  - GLAPW Junior Heavyweight Championship (1)
- International Wrestling Cartel
  - IWC Super Indy Championship (1)
- Maryland Championship Wrestling
  - MCW Cruiserweight Championship (2)
- Maximum Pro-Wrestling
  - MXPW Cruiserweight Championship (2)
  - MXPW Television Championship (1)
- Michigan Marquee Wrestling Association
  - MMWA Marquee Heavyweight Championship (1)
- New Japan Pro-Wrestling
  - IWGP Junior Heavyweight Tag Team Championship (1)[9] – con Alex Shelley
  - Strong Openweight Tag Team Championship (1) – con Alex Shelley
- Pro Wrestling Illustrated
  - Tag Team of the Year (2010)[10] – con Alex Shelley
  - 28° tra i 500 wrestler singoli nella PWI 500 (2007)[11]
- Pro Wrestling Zero1
  - NWA International Lightweight Tag Team Championship (1)[9] – con Alex Shelley
- Ring of Honor
  - ROH World Tag Team Championship (1) – con Alex Shelley
- Total Nonstop Action Wrestling
  - TNA World Heavyweight Championship (1)
  - TNA World Tag Team Championship (3) – con Alex Shelley
  - TNA X Division Championship (10)
- Twin City Wrestling
  - TCW Heavyweight Championship (1)
- Ultimate Championship Wrestling
  - UCW Lightweight Championship (1)[12]
- World Wrestling All-Stars
  - WWA International Cruiserweight Championship (1)[9]
- WWE
  - WWE Tag Team Championship (1) – con Alex Shelley
- Xtreme Intense Championship Wrestling
  - XICW Light Heavyweight Championship (1)[9]
  - XICW Tag Team Championship (1) – con Truth Martini
- Wrestling Observer Newsletter
  - Rookie of the Year (2003)